# Aitor Urresti
Aitor Urresti González (Bilbao, 15 de enero de 1975) es un ingeniero industrial y ex-político español de Equo, partido por el que fue candidato a la lehendakaritza en las Elecciones al Parlamento Vasco de 2012. Ha sido coportavoz de Equo Euskadi y desde noviembre de 2014 a noviembre de 2016 ha sido miembro de la Comisión Ejecutiva Federal de Equo. El 24 de marzo de 2017 se da de baja del partido Equo, por la "deriva preocupante" del mismo.

## Actividad profesional
Ingeniero industrial especializado en energías renovables, trabaja como profesor en la Universidad del País Vasco, en la sección de Eibar de la Escuela de Ingeniería de Guipúzcoa, e investiga el almacenamiento de calor mediante materiales de cambio de fase para la integración de la energía solar en la edificación y la industria, temas sobre los que ha versado su tesis doctoral.

## Activismo social
Ha participado en agrupaciones sociales de distinto ámbito: democracia participativa, derechos humanos, pacificación, deuda externa, cooperación, etc. Colaboró en los comienzos de  “Fracking EZ Araba” y posteriormente en la asamblea antifracking de Bilbao llamada “Fracking EZ Bizkaia”. Estas plataformas están organizadas con el propósito de que no se utilice el sistema de fractura hidráulica para la obtención de gas en el País Vasco por los daños que provoca al subsuelo y a los acuíferos.
Después de una campaña exitosa en Euskadi, que culmina con la presentación y aprobación de una Iniciativa Legislativa Popular con el apoyo de más de 100.000 firmas de la ciudadanía, se implica en la lucha por el cierre definitivo de la central nuclear de Santa María de Garoña, dentro del Foro Contra Garoña de Bizkaia. 
En la actualidad, y tras el anuncio del cierre definitivo de la central nuclear de Garoña, está colaborando en la lucha contra la interconexión internacional de alta tensión entre el municipio vizcaíno de Gatika, y Cubnezais en Francia. Además, sigue siendo un miembro activo de la Plataforma por un Nuevo Modelo Energético, y trabajando por la transición energética tanto desde el activismo como desde su labor profesional e investigadora.

## Equo
En Equo Aitor Urresti ha desempeñado distintas funciones: miembro de la Mesa de Coordinación de Equo Bizkaia, representante de este territorio en la Mesa Federal de Equo y portavoz de Equo Euskadi. En la actualidad coordina el grupo de trabajo federal de Cambio Climático y Energía.
En julio de 2012 Equo Euskadi eligió al candidato a la lehendekaritza para las Elecciones al Parlamento Vasco de 2012, tras un proceso de candidaturas y una votación de afiliados y simpatizantes. Aitor Urresti resultó elegido con el 45% de los votos, de entre cinco candidatos. El candidato en persona acudió a la Junta Electoral Central para registrar la inscripción de Equo Euskadi a las elecciones autonómicas vascas bajo la denominación de "Equo Berdeak – Euskal Ekologistak" (en castellano, "Equo Verdes – Ecologistas Vascos").
Para elaborar su programa político, Equo Euskadi abrió la posibilidad de que los ciudadanos enviasen propuestas y comentarios a través de internet. Asimismo, unos meses antes de las elecciones, la Fundación Equo y la Fundación Verde Europea (Green European Foundation) organizaron la IV Universidad Verde de Verano en la ciudad vasca de Vitoria, capital verde europea en 2012. Esta edición se ha centrado en la resolución de la crisis sistémica mediante el Green New Deal, cuyas propuestas se han integrado en el programa político de EQUO Euskadi a las elecciones vascas según declaraciones de Aitor Urresti.
Aitor Urresti no consiguió entrar en el Parlamento Vasco, si bien en su circunscripción electoral de Álava Equo Euskadi empató con Ezker Anitza y superó ampliamente a Ezker Batua. En marzo de 2013, dimitiió de sus cargos en Equo Euskadi, para centrarse tanto en su labor investigadora, como en el activismo en contra de la fracturación hidráulica y de un nuevo modelo energético.
De cara a las elecciones al Parlamento Europeo de 2014 ocupó el simbólico 21..eɽ puesto en la lista de Primavera Europea.
De noviembre de 2014 a noviembre de 2016 ha sido miembro de la Comisión Ejecutiva Federal de Equo. El 24 de marzo de 2017 se da de baja del partido Equo, por la "deriva preocupante" del mismo.